# Johannes de Deokerk (Warschau)
De Johannes de Deokerk (Pools: Kościół św. Jana Bożego) is een barokke 18e-eeuwse kerk van de Hospitaalbroeders van Sint-Johannes de Deo in Nowe Miasto ("Nieuwe Stad"), een stadsdeel van Warschau.

## Geschiedenis
Het klooster met zijn kloosterkerk lagen voorheen op de plek waar later het Saksisch Paleis van koning August de Sterke werd gebouwd. Hierdoor moest de kerk uitwijken naar de huidige plek. Het eerdere klooster werd gesticht door magnaat Bogusław Leszczyński en werd voltooid in 1673. De sloop vanwege de bouw van het paleis vond plaats rond 1713. Met de bouwwerkzaamheden voor het huidige klooster en kerk werd gestart in 1726 en in 1728 was dit voltooid. Klooster en kerk werden ontworpen door de architecten Józef Fontana en Antoni Solari. Het klooster fungeerde  ook als hospitaal. In dit hospitaal werden mensen met psychische problemen verzorgd en verpleegd. Dit hospitaal was een van de eerste plekken ter wereld waar deze groep patiënten werd verpleegd. In 1760 werd het hospitaal uitgebreid door architect Jakub Fontana. De wojwode van het woiwodschap Roethenië en magnaat August Aleksander Czartoryski betaalde voor de uitbreiding van het 'hospitaal. Tijdens de Opstand van Warschau in de Tweede Wereldoorlog is er rondom dit klooster zwaar gevochten. Na deze oorlog is alleen de kerk herbouwd met wat verwijzingen naar het verleden als hospitaal.